# Frykensjöarna
Frykensjöarna kallas i dagligt tal Fryken och utgörs av de tre sjöarna Övre Fryken, Mellan-Fryken och Nedre Fryken. Sjöarna ligger 62 m ö.h. i  Kils, Sunne och Torsby kommuner i Fryksdalen i Värmland. Fryken är långsmal och djup. Längden är cirka 80 km och som bredast är den cirka 3 km bred. Största djup är 135 m och Mellan-Fryken är därmed Sveriges sjunde djupaste sjö. Totalytan är 102 km².

## Övre Fryken

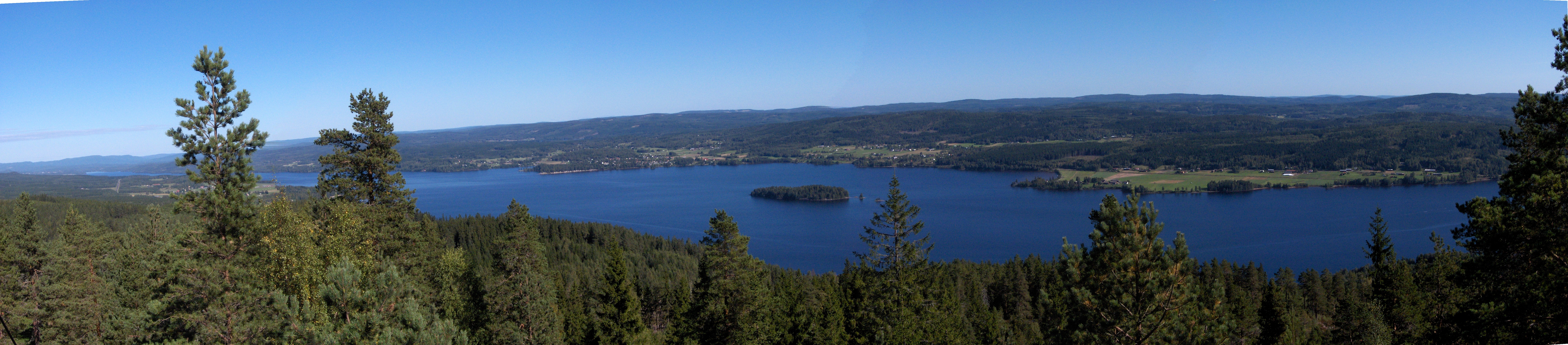
Övre Fryken sett från Tossebergsklätten

Vid Övre Frykens norra ände ligger tätorten Torsby, huvudort i Fryksände socken. Det största tillflödet Ljusnan förbinder Övre Fryken med Hänsjön, Nedre och Övre Brocken samt Aspsjön. Tossebergsklätten ligger väster om Övre Fryken i höjd med sjöns största ö som heter Storön. Björkefors Herrgård ligger öster om sjön i Sunne Kommun och ägs av fotbollstränaren Sven-Göran Eriksson. Vid Övre Frykens södra ände ligger Sunne. Största djup i Övre Fryken är 126 meter strax norr om Lysvik.

### Frykensundet
Övre Fryken avvattnas via Frykensundet till Mellan-Fryken. Sundet är totalt cirka fem kilometer långt. De första tre kilometrarna i norr har en varierande bredd. Den sydliga delen, som rinner genom tätorten Sunne, har karaktären av en två kilometer lång älv med en bredd om cirka 50 meter. Sunne har fått namn efter sundet. 

## Mellan-Fryken

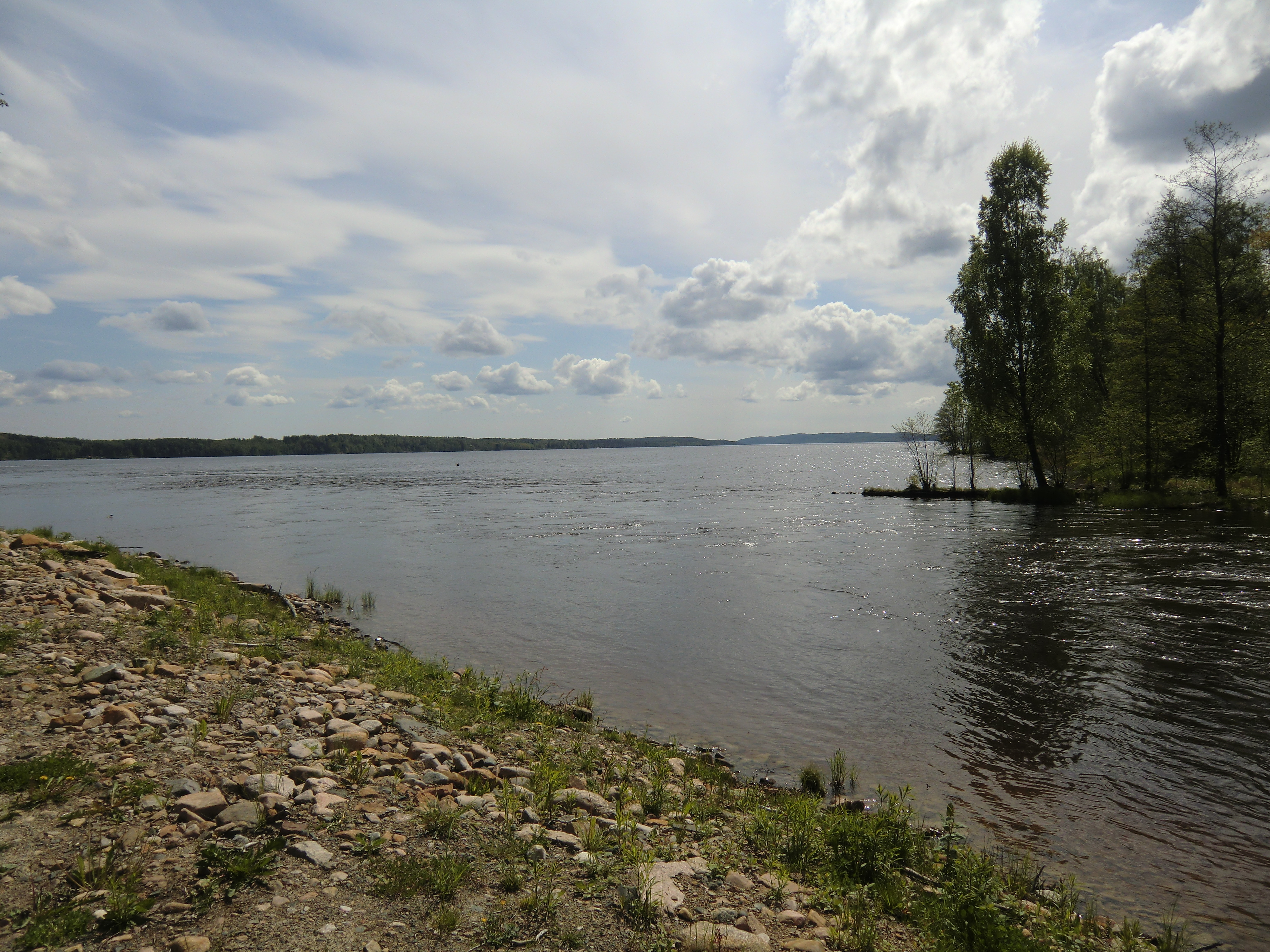
Rottnans mynning i Mellan-Fryken

Vid Mellan-Frykens norra ände ligger tätorten Sunne. Söder om Sunne skiljs Östra och Västra Ämterviks socknar åt av sjön. Östra Ämtervik är mest känt för Selma Lagerlöf som är begravd vid Östra Ämterviks kyrka som är synlig från Mellan-Fryken. Vid Rottneros mynnar det största biflödet Rottnan ut. Mellan-Frykens största ö heter Malön. Vid Mellan-Frykens södra ände ligger Nilsbysundet i Kils kommun. Med ett djup på 135,4 meter är Mellan-Fryken den djupaste av de tre delsjöarna. Den nya djupnoteringen kom efter att Sunne båtklubb utlyst en tävling under sommaren 2011 för att försöka hitta det djupaste stället i Fryken.

### Nilsbysundet
Nilsbysundet vid Nilsby i Kils kommun skiljer Mellan-Fryken från Nedre Fryken. 

## Nedre Fryken

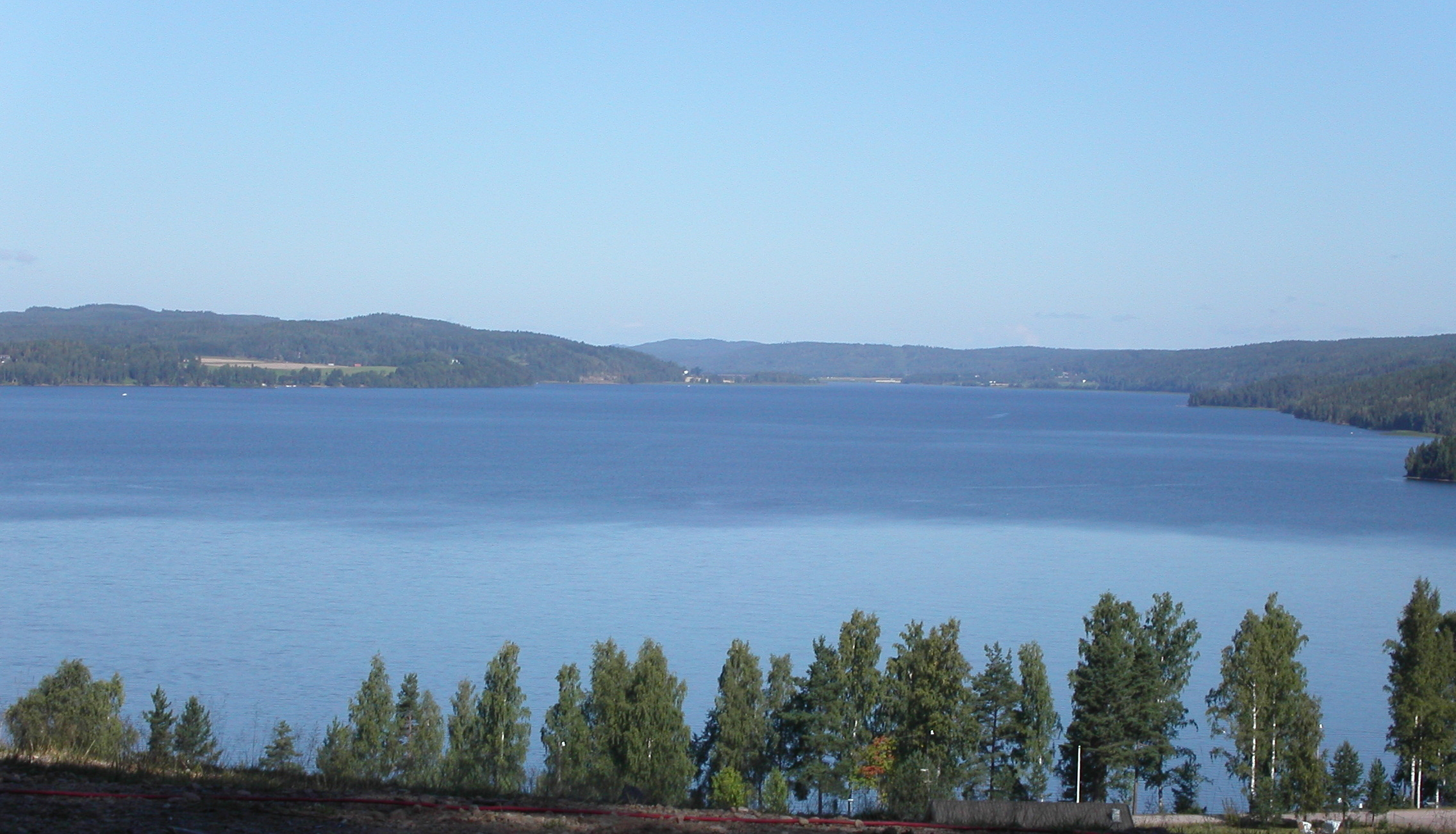
Nedre Fryken sedd från toppen av Frykstahöjden

Nedre Fryken är betydligt mindre än de två andra Frykensjöarna. Vid södra änden ligger Fryksta i Kils kommun. Nedre Fryken avvattnas via Norsälven till Vänern.

## Båttrafik

### S/S Freja af Fryken
S/S Freja af Fryken är den mest kända av de ångbåtar som på 1800-talet trafikerade Frykensjöarna. Freja förliste 1896 i en storm på Fryken, lokaliserades 1976 av dykare på 52 meters djup, och 1994 bärgades hon.

### Kanalplaner till Vänern
Se artikeln: Norsälven

## Järnvägstrafik

### Frykstabanan
Eftersom Norsälven mellan Vänern och Frykensjöarna inte är navigerbar utan lyft, byggdes 1849 Frykstabanan, en smalspårig järnväg för hästdragna tåg mellan Klarälven och Nedre Fryken. Banan lades ner 1871 när Frykstad fick en järnvägsförbindelse med Kil vid Nordvästra stambanan sommaren därpå.

### Fryksdalsbanan
Fryksdalsbanan är en järnvägsförbindelse mellan Torsby och Kil som till stor del går längs Frykensjöarna. Under 2006 framröstad till Sveriges näst vackraste järnvägssträcka.

## Kultur
Frykensjöarna kallas Lövensjö i Selma Lagerlöfs Gösta Berlings Saga.
Naturen i och runt Frykensjöarna inspirerade Astrid Lindgren till boken Bröderna Lejonhjärta.